# Apamea biskrae
Apamea biskrae là một loài bướm đêm trong họ Noctuidae.